# Lennart Lindkvist
Erik Lennart Lindkvist, född den 1 juli 1930 i Jonsbergs församling, Östergötlands län, död den 23 mars 2019 i Stockholm, var en svensk formgivningsexpert. Han var gift med Karin Björquist.
Lindkvist var son till en fyrmästare och avlade studentexamen 1950 och var student vid Stockholms högskola 1952–1954. Han var reklamkonsulent vid Arbman & Hallberg annonsbyrå 1954–1955, vid annonsbyrån Svea 1955–1956, förlagsredaktör och fackboksredaktör vid Bokförlaget Forum 1956–1958, bildredaktör vid Albert Bonniers förlag 1958–1963.
Han utsågs till chefredaktör för Svenska slöjdföreningens tidskriften Form 1963. Lindkvist publicerade även artiklar i fackpress och utställningskataloger om svensk design. Han var chefredaktör fram till 1973 då han utsågs till verkställande direktör för och styrelseledamot i föreningen Svensk form 1973–1995. 
Lindkvist var styrelseledamot i Konstfackskolan 1969–1978, i Arkitekturmuseet 1972–1981, ledamot av Svenska institutets referensgrupp för form, arkitektur och fysisk planering 1972–1992, ledamot av Stockholms kulturnämnds referensgrupp för konsthantverk och design 1974–1984, ledamot av Konstfackskolans linjenämnd 1987–1992, ledamot av arbetsutskottet för utställningen NordForm 90 i Malmö 1989–1990, styrelseledamot i Stiftelsen Svensk Industridesign 1989–1997 och i Formmuseets vänner 1990–1997. Bland hans skrifter märks Design in Sweden (1972, ny upplaga 1977). 
Han vilar tillsammans med sin hustru på Skogskyrkogården i Stockholm.